# إدريس موسى علمي
إدريس موسى علمي (بالصومالية: Idiris Muuse Cilmi)‏ (توفي في 24 أغسطس 2010) سياسي صومالي وعضو في البرلمان الاتحادي الانتقالي، كان من ضمن القتلى في الهجوم على فندق منى في العاصمة الصومالية مقديشو من قبل حركة الشباب بجانب محمد حسن نور، وجيدي عبدي جديد، وبولّي حسن معلم، كان إدريس ينحدر من محافظة أودال شمال الصومال